# Neubau (Bauwesen)

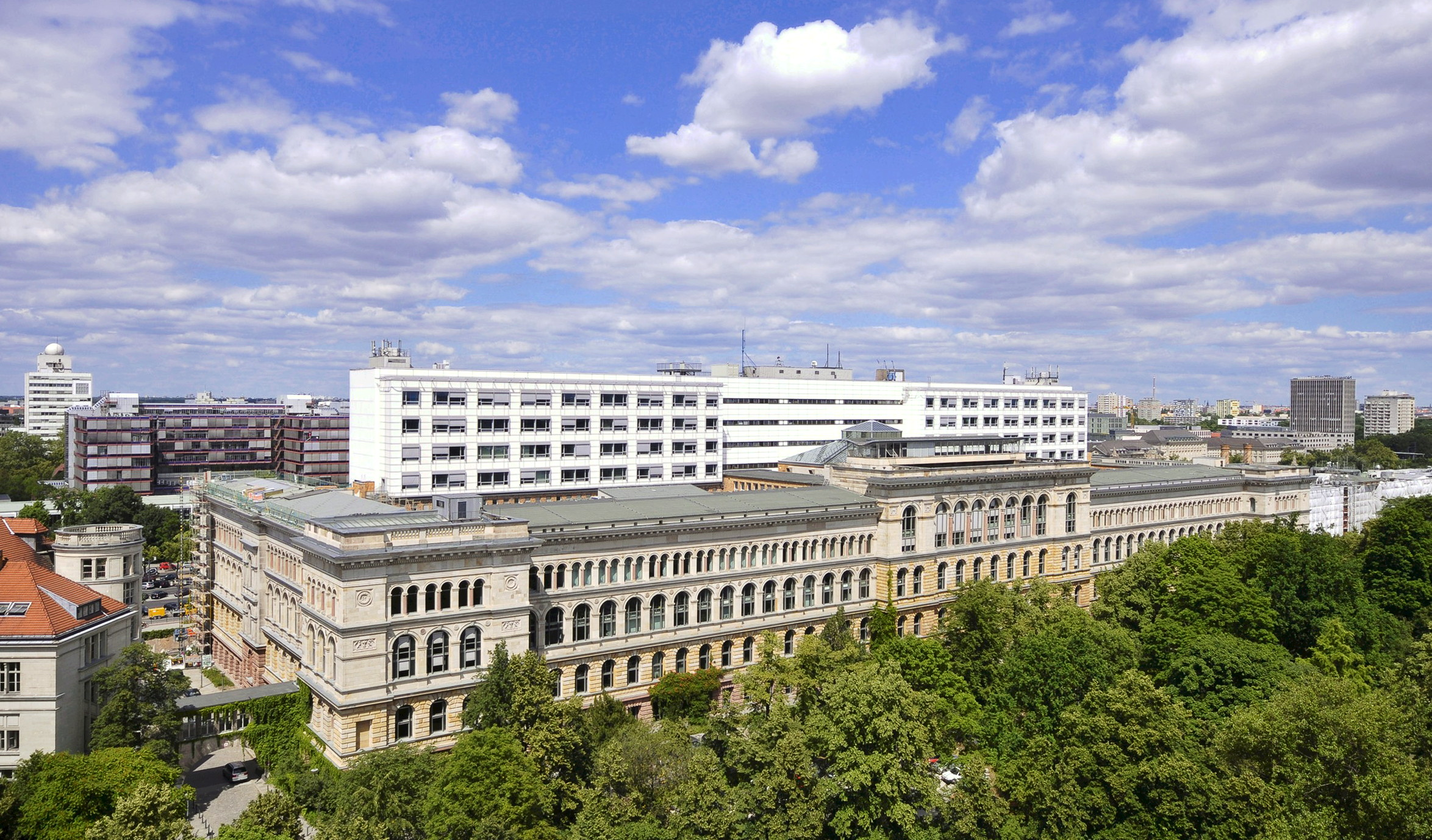
Hauptgebäude der TU Berlin bestehend aus Altbau- (im Vordergrund) und Neubauteil (weiß, im Hintergrund)

Als Neubau wird ein neu gebautes oder wieder errichtetes Gebäude bezeichnet.
Die Dauer, für die ein solches Gebäude als Neubau gilt, ist uneinheitlich und reicht je nach Kontext beispielsweise entweder bis zur ersten durchgreifenden Sanierung, bis das Gebäude sichtbare Abnutzungsspuren aufweist oder sich der gegenwärtige Architekturstil oder die Bautechnologie so weit gewandelt hat, dass das Gebäude so nicht mehr neu gebaut würde.
Der Begriff steht im Gegensatz zum Begriff des Altbaus.
Im Berliner Wohnungsmarkt werden alle Gebäude ab 1950 als Neubau bezeichnet und dabei in vier bautechnische Perioden differenziert, die jeweils vor allem durch eine ähnliche Bautechnologie gekennzeichnet sind. Der Übergang der Periode des Altbaus zu Neubauten wird im Berliner Mietspiegel qualitativ durch bautechnische Merkmale wie lichte Raumhöhen von weniger als 3 m, Einbau von Isolierglasfenstern und die systematische Verwendung von Beton begründet.

## Baurechtliche Abgrenzung zum Bestandsschutz
In Bezug auf die Sanierung vorhandener Gebäude und deren baurechtlich garantiertem Bestandsschutz ist die Begriffsdefinition für einen „Neubau“ von nicht unerheblicher Bedeutung.
Von Seiten der Vertreter des öffentlichen Baurechts wird der Begriff meistens recht eng in der Weise ausgelegt, dass es sich dann um einen Neubau handelt, wenn bei einem Umbauvorhaben oder einer Gebäudesanierung wesentliche Teile der Bausubstanz insbesondere tragende Bauglieder in veränderter Form neu errichtet werden. Als untere Grenze für den Schutz des Bestandes wird ein Anteil von mindestens 50 Prozent der vorhandenen Bausubstanz angenommen, oftmals darf der Neubauanteil aber nicht mehr als 40 Prozent betragen. Hierbei ist von zentraler Bedeutung, worauf sich diese prozentualen Anteile beziehen.
Wird beispielsweise der vorhandene Dachraum eines fünfgeschossigen Altbaus zu Wohnzwecken umgebaut und zu diesem Zweck der gesamte Dachstuhl mit veränderter Kubatur 25 cm höher neu errichtet, so bedeutet das für den umzubauenden Gebäudeteil „Dachstuhl“ einen Neubauanteil von 70 Prozent; bezieht man den Umbau aber auf das gesamte Gebäude, liegt der Neubauanteil bei höchstens 20 Prozent.
Betroffen von der Auslegung dieser Anteile und der Art einer Baumaßnahme im Bestand sind wesentliche baurechtliche Bestimmungen, wie die zulässige Abstandsfläche, und die bautechnische Ausbildung raumbegrenzender Bauteile, wie Wände und Decken. Während im Altbau die Holzbalkendecke unter den Bestandsschutz fällt, muss bei einem Neubau von Wohnräumen die Geschossdecke den Anforderungen des Brandschutzes genügen und F-90-Qualität aufweisen. Dies erfordert vollkommen andere Baukonstruktionen.

## Ortsnamen
Ein Neubaugebiet ist der durch Bebauungsplan als Bauland ausgewiesene Teile eines Ortes, der neu bebaut werden soll. In einigen Fällen führte das dann direkt zur gleichnamigen Benennung des Ortsteils. Ortsteile mit dem Namen „Neubau“ sind u. a.:
- der 7. Wiener Gemeindebezirk Neubau
- Neubau im Waldviertel, Niederösterreich
- Neubau bei Röhrenbach, Niederösterreich
- Neubau bei Ladendorf, Niederösterreich
- ein Ortsteil der Gemeinde Fichtelberg im Landkreis Bayreuth: siehe Fichtelberg (Oberfranken)

Für einzelne Gebäude:
- Schloss Neugebäude im 11. Wiener Gemeindebezirk Simmering
- Neubau, Ortsteil der Gemeinde Hörsching, Oberösterreich, nach dem Schloss Sachsenburg/Neusachsenburg/Neubau
- Schutzhaus Neubau, in der Goldberggruppe in den Hohen Tauern